# Dilipa
Dilipa is een geslacht van vlinders uit de familie Nymphalidae.

## Soorten
- Dilipa fenestra
- Dilipa morgiana